# 紀元前720年
紀元前720年（きげんぜん720ねん）は、西暦（ローマ暦）による年。紀元前1世紀の共和政ローマ末期以降の古代ローマにおいては、ローマ建国紀元34年として知られていた。紀年法として西暦（キリスト紀元）がヨーロッパで広く普及した中世時代初期以降、この年は紀元前720年と表記されるのが一般的となった。

## 他の紀年法
- 干支 : 辛酉
- 中国
  - 周 - 平王51年
  - 魯 - 隠公3年
  - 斉 - 釐公11年
  - 晋 - 鄂侯4年
  - 秦 - 文公46年
  - 楚 - 武王21年
  - 宋 - 穆公9年
  - 衛 - 桓公15年
  - 陳 - 桓公25年
  - 蔡 - 宣侯30年
  - 曹 - 桓公37年
  - 鄭 - 荘公24年
  - 燕 - 繆侯9年
- 朝鮮
  - 檀紀1614年
- ユダヤ暦 : 3041年 - 3042年

## できごと

### 中国
- 周の王子狐が鄭に人質として入り、鄭の公子忽が周に人質として入った。
- 斉の釐公と鄭の荘公が石門で会盟した。

## 死去
- 周の平王
- 宋の穆公